# 企鵝島 (南設得蘭群島)
企鵝島（英語：Penguin Island）是南極洲的島嶼，屬於南設得蘭群島的一部分，位於南冰洋海域，長1.7公里、寬1.4公里，最高點海拔高度180米，島上無人居住，該島在1820年被英國探險家發現。

## 外部連結
- Composite Antarctic Gazetteer（页面存档备份，存于）.

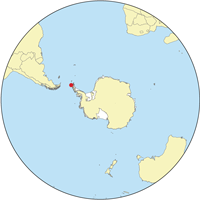

- on the South Shetland Islands[永久] including Penguin Island.

62°06′S 57°56′W / 62.10°S 57.93°W